# هنري بيرد
هنري بيرد (بالإنجليزية: Henry Beard)‏ (1945، مانهاتن في الولايات المتحدة)؛ كاتب وروائي أمريكي. درس في جامعة هارفارد.

## روابط خارجية
- هنري بيرد على موقع IMDb (الإنجليزية)
- هنري بيرد على موقع أول ميوزيك (الإنجليزية)
- هنري بيرد على موقع ديسكوغز (الإنجليزية)
- هنري بيرد على موقع قاعدة بيانات الفيلم (الإنجليزية)